# تولیت
تولیت (به انگلیسی: Thulite) با فرمول شیمیایی  از مجموعه کانی هاست و لومینسانس قهوه‌ای تیره دارد از واژه تولوس اخذ شده‌است نا محلول در اسیدها و دارای تخلخل‌های توده‌ای سیاه رنگ است. CaO:24.69% Al2O۳:۳۳٫۶۶٪ SiO۲:۳۹٫۶۸٪ H2O:۱٫۹۷٪ و ادخال‌های Fe,Mn,Cr,Ti,K,Na,V تولیت) برای اولین بار در نروژ کشف شد و از نظر شکل بلور: منشوری، رنگ: آبی - خاکستری سیاه - قرمز - قهوه‌ای (شبیه تولیت) - صورتی (شبیه، شفافیت: شفاف - نیمه کدر- غیر شفاف، شکستگی: نامنظم، جلا: شیشه‌ای - صدفی، رخ: ضعیف - مطابق با سطح، سیستم تبلور: ارترومبیک و در رده‌بندی سیلیکات است همچنین خاصیت مغناطیسی ندارد و منشأ تشکیل آن دگرگونی مجاورتی است.
همایند کانی‌شناسی (پارانژ) آن خواص نوری - واکنش‌های شیمیایی-اشعه Xپامپله ایت- آمفیبول- اپیدوت- وزوویانیت- کوارتز- گارنت است
، از نظر ژیزمان بلوری - آگرگات شعاعی - فشرده کمیاب است و بیشتر به‌طور محلی در نروژ، روسیه، آمریکا، نامبیا، استرالیا و گروئنلند یافت می‌شود.